# Нове (Дивізійська сільська громада)
Нове́ — село Дивізійської сільської громади , у Білгород-Дністровському районі Одеської області України. Населення становить 278 осіб.

## Населення
Згідно з переписом УРСР 1989 року чисельність наявного населення села становила 362 особи, з яких 163 чоловіки та 199 жінок.
За переписом населення України 2001 року в селі мешкало 278 осіб.

### Мова
Розподіл населення за рідною мовою за даними перепису 2001 року:
| Мова       | Відсоток |
| ---------- | -------- |
| українська | 87,05 %  |
| молдовська | 8,99 %   |
| російська  | 2,88 %   |
| болгарська | 0,72 %   |
| гагаузька  | 0,36 %   |